# Pierre Duré
 (mai 2011).
Si vous disposez d'ouvrages ou d'articles de référence ou si vous connaissez des sites web de qualité traitant du thème abordé ici, merci de compléter l'article en donnant les références utiles à sa vérifiabilité et en les liant à la section « Notes et références ».
Pierre Duré est un ténor belge né à Enghien le 26 juillet 1946 et décédé à Dilbeek le 7 septembre 2012. Ses funérailles ont eu lieu le 13 septembre 2012.

## Biographie
Il est un des descendants de David Dürer, apparenté au peintre Albrecht Dürer. David Dürer venant de Bohème (Bohemie dans les actes de l'état civil local) s'installe à Enghien et se marie à Barbe Sergeant en 1453. Depuis le nom se modifie et se francise pour devenir Durer, ensuite orthographié Durez et enfin au XIXe siècle devient Duré. Une porte de bronze sculptée de l'ancienne chapelle castrale du château d'Enghien représentant l'enfer et le paradis porte le monogramme d'un Durër mais cette porte ciselée date d'avant la venue du peintre dans les Pays-Bas et pourrait être attribuée à Albrecht Dürer père. Le patronyme Durër signifierait « Ter heer von ter Thür » en vieil allemand. Albrecht, le peintre, signe le portait de son père à l'arrière du tableau : Thurer. Ainsi les Duré de cette souche seraient en français des Delaporte, ce qui était déjà en hongrois le nom d'Antony père et grand-père des deux Dürer de Nuremberg. David était teinturier et devait sans doute travailler pour les célèbres hautelissiers de la petite ville hennuyère. Pierre Duré commença très tôt ses études musicales dans sa ville natale et étudiera à Bruxelles avec le ténor André Darkor à la Maison de la Musique rue Lebeau puis avec le baryton Jean Laffont, neveu de l'acteur français Charpin et chanteur lyrique tout comme Darkor. Pierre Duré est le second fils des chanteurs Alfred Duré et Denise Ledieu.
Adolescent, Pierre Duré pratique le chant grégorien dans l'église paroissiale d'Enghien encouragé par l'organiste Jean-Marie Theunis. Il chante aussi à l'occasion de quelques mariages, accompagné par Charles Ghilain, également organiste à Enghien. Pendant ses études, il essaime tous les lieux où l'on danse de la région avec un répertoire de variété. Assez vite étant engagé dans plusieurs troupes d'opérettes amateurs de la capitale : Les Compagnons de la Lyre, les Dolly-Doll's, il est remarqué par Michel Elbaz, directeur du théâtre de la Gaîté de Bruxelles où il tiendra des rôles titres d'opérettes et de revues ainsi qu'invité au cours de nombreux concerts « midi-Gaîté ». En 1972, Pierre Duré enregistre un 45 tours chez Olympia à Bruxelles avec deux titres : Besame Mucho (anglais : Kiss Me) et le Jalousie de Gade. L'orchestre de Marcel Dumoulin l'accompagne avec Roland Thissen à l’orgue. Ce disque fut programmé le samedi après-midi sur les ondes de Radio-Hainaut dans l'émission de Juliette Descamps qui opposait deux chansons au même titre, une ancienne et une nouvelle. Le public vota massivement pour Pierre Duré et son « Kiss Me » qui était opposé au « Kiss Me » de C. Jérôme. Ayant fait tirer officiellement 500 exemplaires de ce 45 tours pour la vente en Belgique, sans que Pierre Duré le sache, la firme Olympia en édita encore un nombre inconnu pour les vendre dans le nord de la France surtout dans la région de Lille où Marcel Dumoulin, directeur artistique chez Olympia et accordéoniste bien introduit dans le milieu des « Variétés » dans le nord de la France et le tournaisis pour le compte de la firme de disque empocha tout le bénéfice.
Pierre Duré fut aussi un animateur culturel en créant à Enghien le Cercle culturel et sportif dont il fut le président. Sur sa lancée il créa et anima les « Saisons Musicales et Lyriques à Enghien » organisant ainsi dans les années 1970 de nombreux concerts avec des artistes enghiennois et hennuyers locaux de toutes catégories chansonnières. Musicographe, il écrit des articles concernant le Théâtre de la Gaîté de Bruxelles, et diverses communications concernant le ténor Eloi Sylva pour de nombreuses revues d'histoire locale. Il fut également en rapport étroit avec François Nouvion et Alfred Decocq deux distingués biographes et musicographes auprès de la revue « The Collectors Records » à qui il rendit d'insignes services. Pierre Duré était également technicien supérieur à la recherche scientifique à la Bibliothèque royale de Belgique « Service musique ». Il fut aussi le documentaliste de François Craenhals, dessinateur de BD, résidant à Enghien, surtout pour la série du « Chevalier Ardent ».
Il créera plusieurs opérettes belges dont notamment Mademoiselle Pourquoi ! de Nicaise et Grillaert. À la même époque, il est au pupitre de chant de l'Orchestre du Brabant dirigé par Nick Van Zeebroeck, et également ténor soliste au sein des « Tournées Lyriques de Mons-Borinage » dirigées par Jean Deham et pour lesquelles il crée Madame la Colonelle de Sériot et Nazé. Gérard Noël de Radio-Hainaut le programme régulièrement dans ses « Veillées radiophoniques » du samedi soir suivies par plus de 60 000 personnes aux heures non-promotionnelles. Il participe à des concours de chant, et à Verviers obtient une 9e place sur 24 dans la catégorie ténors en 1969. Cette même année, il participe au concours de la cità di Rimini et y obtient la seconde place. « Pierre Duré chante les opérettes de Francis Lopez comme on chante l'opéra... » dira de lui Gérard Noël tandis que Michel Elbaz le qualifiera de « chanteur élégant ». Il sera invité et programmé plusieurs fois sur les ondes de la RTBF entre autres dans les émissions « La 3e oreille » de Marc Danval et « Le Boulevard du Temps » de Gérard Valet, ainsi que dans de nombreuses radios libres locales. Pierre Duré rencontrera aussi Giovanni Finnochiaro qui deviendra son accompagnateur au piano dans le répertoire Tosti dont il fera sa spécialité et avec qui il donnera de nombreux concerts dans l'agglomération bruxelloise.  Également professeur de chant à l'Académie Tchaïkovski de Bruxelles, Pierre Duré s'y révélera un excellent pédagogue. Contre l'avis de Michel Elbaz qui voyait d'un mauvais œil qu'un membre de sa troupe participe à un concours de chant se déroulant dans son théâtre, Pierre Duré s'inscrit au concours de chant de la SABAM « Typique de la chanson française » catégorie lyrique avec une composition originale de Nicole Croisier intitulée « À quoi sert le soleil » et emporte le premier prix de cette catégorie devant plus de 50 candidats. À l'occasion du centième anniversaire de l'action sociale en Belgique, le syndicat socialiste lui fera enregistrer L'Internationale qu'il interprètera dans sa version muséologique, c'est-à-dire comme à sa création accompagné d'un accordéon diatonique et d'un violon.
Pierre Duré préparait l'écriture d'un livre sur le théâtre de la Gaîté où il fut de 1966 à 1979 le « Merle Blanc ». En 1979, il fut appelé a passer une audition au Théâtre de la Monnaie (non demandée ayant été remarqué sur le podium du Parc de Bruxelles à l'occasion du millénaire de la ville) qu'il réussit avec un répertoire d'opéra français pour en fait justifier le service des auditions du dit théâtre. Le même scénario s'était déjà produit en 1969 quand Pierre Duré réussit l'audition de collaborateur occasionnel auprès du service des « Variétés » de la RTB. Pierre Duré est le troisième chanteur après Michel Elbaz à avoir enregistré Dans mon église oubliée d'Hypolite Ackermans. Pour le poète libanais Ali Goshn, il enregistre Sur les sentiers de Joun accompagné par l'orchestre de Valentin Téréchkov-Katsiuk. Enfin, des enregistrements originaux de création d'opérettes belges que Pierre Duré avait confié à un producteur binchois furent, par la négligence de celui-ci, irrémédiablement perdus.Le samedi 18 mai 1012,Ken Hedecock,Manager de la radio sur le"web":classical discoveries podomatic"(28 millions d'auditeur dans le monde) rend un vibrant hommage à Pierre Duré en lui consacrant une émission d'une heure. Entre autres, le texte suivant y est lu :
"Pierre Duré, a belgian born tenor taught voice at the Tchaikovsky Music Academy in Brussels for 43 years.
Having been born in the turbulent years of "WWI" he encountered many political upheavals during his liftime.The political climate often favored musicians that were "in favor" of the current political regimes,whit Pierre Duré not favoring any political party,it allowed him to perform on many radio shows and smaller theaters .He became the tenor of the people...,often performing for the less fortunate in his home country and uplifting those  that were tourmented.
Performing his duties in teaching wihtout fanfare and complaint,Pierre retired from teaching at the Academy and now resides in his beloved Belgium while the large audiences he once hoped to perform foe vever materialized.This classical music discoveries proudly gives this once overlooked he deserved but never saw in his long active career.
So PIerre,at 65 years of age, we bring  you an audience of 24 millions people over the world as we salute your singing and the gift you have brougth to all  of us we will hear serveral  selections recorded throughout Pierre's career.The titels  of each selection will appear as they are performed.
So, sit back and enjoy the singing of this wonderful tenor,who never received the limelight...until now..../ "

## Discographie
- Pierre Duré, ténor, Volume I, label indépendant BCR, titre : « Pierre Duré, tenor sing Granada... and others classical songs ».

Orchestre dirigé par Valentin Téréchkov, arrangements orchestraux de Valentin Térechkov.
1. Lolita de A. Bucci-Peccia
2. Matinata de Ruggero Leoncavallo
3. Funiculì funiculà de Luigi Denza
4. Non ti scordar di me de E. De Curtis
5. Granada de Agustín Lara
6. La Spagnola de E. Di Chiare
7. Torna a Surniento de E. De Curtis
8. Maria Mari de Eduardo Di Capua
9. O Sole Mio de Eduardo Di Capua
10. Santa Lucia de D. Savino
11. Valencia de José Padilla
12. Si vous l'aviez compris de L. Denza
13. Amapola de J.M Lacalle
14. Mamma de C.A. Bixio

- Pierre Duré, ténor, Volume II, label indépendant BCR, titre : Pierre Duré, ténor « Enregistrements historiques au théâtre de la Gaîté de Bruxelles (1968-1979) »

Quatuor à cordes dirigé par M° De Snerck, enregistrements effectués dans le grenier du Théâtre de la Gaîté de Bruxelles de 1968 à 1979.
1. Si vous l'aviez compris de L. Denza
2. Libiamo fantaisie(Traviata) de G. Verdi
3. Plaisie d'amour de Martini.
4. Maria Elena (traditionnel mexicain)
5. Granada de A. Lara
6. Marechiare de P.Tosti
7. Una furtiva lagrima ext. d'Elisire d'amore de G.Doizetti
8. La Spagnola de E.Di Chiare
9. Sérénade de Schubert
10. Torna a Surniento de De Curtis
11. Matinata de R.Leoncavallo
12. La Dona è Mobile ext.de Rigoletto de G.Verdi
13. Vesti la Giubba ext.de Paillasse de R.Leoncavallo
14. Funiculi-Funicula de L.Denza
15. Fenesta che Lucive... de Donizetti
16. Le temps des fleurs (traditionnel russe chanté en russe et en français)
17. O sole Mio de E.Di Capua
18. Santa Lucia de Cottrau
19. Ave Maria de F.Schubert

- Pierre Duré, ténor, Volume III, titre : « His best'First Songs (1964-1973) and Last Song's (1980-2002) »

1. Sur les Sentiers de Joun, arrg. de Térechkov et Pierre Duré, paroles d'Ali Ghosn, orch. dirigé par Valentin Terechkov (2002)
2. Granada d'A. Lara orch.V.Terechkov (1998)
3. Lolita de Buzzi-Peccia idem à 1. (1998)
4. Funiculi-Funicula de L.Denza idem à 1. (1998)
5. Libiamo (Traviata, voir vol II) (1980)
6. Marechiare de Tosti (voir vol II) (1980)
7. Matinata de R.Leoncavallo (voir vol I) (1998)
8. Torna Surniento (voir vol I) (1998)
9. Amapola (voir vol I) (2000)
10. Valencia (voir vol I) (2000)
11. Dans notre église oubliée d'H.Acckerman accompagné au piano par Fernand Coppieters (1973)
12. Musica Proïbita de Gastaldon piano:F.Coppieters (1964)

- Sur un CD épreuve aussi : Acapulco, fumée aux yeux, accompagné par F.Coppieters à l'orgue Hammond. (1974)
- CD « L'Internationale » de Pottier-De Geyter, et « Le temps des cerises » de A.Renard produit par la CGSP-ACOD accompagnement et arrangement musical de Paul Colinet (accordéon diatonique du XIXe siècle et violon) SABM p. 78.

## Sources
- Pierre Duré, documents personnels (programmes et articles de presse, lettres de Gérard Noël, lettres de Michel Elbaz, documents déposés auprès du Musée de la littérature à la Bibliothèque royale de Belgique...)
- Julien Semninckx, « Pierre Duré, le merle blanc de la Gaîté », dans : Personnages Populaires de Bruxelles, Noir Dessin Production, p. 65.
- Pierre Duré, chanteur, auteur de l'article "Souvenirs côté cour et côté jardin de la rue Fossé-aux-Loups", in: la revue " Cercle d'Histoire de Bruxelles et extensions", 21e année, 2e trimestre, juin 2004, N°84, pages 10 à 15, photos.
- Robert Wangermée, Dictionnaire de la chanson en Wallonie et à Bruxelles, Liège, édition Mardaga, 363 p. Cite Michel Elbaz, pseudonyme d'Alfred Bourguaux (Soignies 1924-Laeken 1992), directeur du Théâtre de la Gaîté de Bruxelles, p. 149.
- Émission de radio du 18 mai 2012 sur le "web:classical music discoveries podomatic" de Ken Hedgecock (producer-manager)